# Jan Friml
Jan Friml (* 30. července 1946 Praha) je bývalý český fotbalový záložník a trenér.

## Hráčská kariéra
Odchovanec vyšehradského Slavoje hrál v československé lize za Duklu Praha a poté ve Slavii Praha. Nastoupil v 10 ligových utkáních a vstřelil jednu prvoligovou branku.

### Prvoligová bilance
| Ročník          | Zápasy | Góly | Minuty | Klub            |
| --------------- | ------ | ---- | ------ | --------------- |
| I. liga 1969/70 | 1      | 0    | –      | AS Dukla Praha  |
| I. liga 1972/73 | 9      | 1    | –      | TJ Slavia Praha |
| CELKEM I. LIGA  | 10     | 1    | –      |                 |

## Trenérská kariéra
Po skončení hráčské kariéry se stal trenérem. V sezoně 1980/81 postoupil s Vyšehradem z Divize C do třetí nejvyšší soutěže (tehdy II. ČNFL).